# قصب السكر المتزاحم
قصب السكر المتزاحم (الاسم العلمي:Saccharum coarctatum) هو نوع من النباتات يتبع جنس قصب السكر من الفصيلة النجيلية.